# Melanargia corimede
Melanargia corimede är en fjärilsart som beskrevs av Wagener 1959 . Melanargia corimede ingår i släktet Melanargia och familjen praktfjärilar. Inga underarter finns listade i Catalogue of Life.